# Trionic
Trionic ist ein von Saab Automobile entwickeltes Motorsteuersystem, das aus einem Steuergerät (engl.: engine control unit, ECU) besteht, welches drei Motoraspekte steuert:
1. Zündung,
2. Einspritzung
3. Regelung des Ladedrucks.

Daher rührt der Bestandteil 'Tri' in Trionic. 'Ion' rührt von der Tatsache her, dass ein Ionenstrom im Zylinder verwendet wird, um Klingeln, Klopfen und Synchronisation zu detektieren.
Seit Trionic 7, wird auch die Drossel elektronisch gesteuert, aber der Name „Trionic“ wurde nicht geändert.

## Projekte
In verschiedenen Open Source Gruppen wird weltweit versucht, mittels Reverse Engineering das Trionic-Motorsteuersystem zu analysieren. Diese Arbeiten zielen darauf ab, die im Steuergerät gespeicherten Binärdateien zu interpretieren und zu verstehen, welche Änderungen das Fahrzeug und seinen Betrieb beeinflussen.

## Modelle and Steuergerät-Informationen
|              | Trionic T5.2     | Trionic T5.5                              | Trionic 7                                                                                                | Trionic 8 |
| ------------ | ---------------- | ----------------------------------------- | --- | --------- |
| Eingesetzt   | 1993             | 1994                                      | 1998 | 2003      |
| Prozessor    | MC 68332         | MC 68332                                  | |           |
| Anwender-ROM | 128 kB           | 256 kB                                    | 512 kB                                                                                                   | 2048 kB   |
| Merkmale     | TCS/ETC Optional | TCS/ETC Optional /Einlassheizung Optional | 98-99 Verwendet kein TCS bei Vierzylinder-Modellen, optional bei Vierzylinder-Modellen von 2000 bis 2002 | ??        |